# Hake Betken siene Duwen
Hake Betken siene Duven, auch Hacke Betken sine Duwen, ist eine Sage aus dem Dorf Büttel. Hake Betken, manchmal auch Hacke Betcken oder Hake Betcken geschrieben, war ein Bauer und Viehhändler aus Büttel, der in der Nähe von Heilshorn im Jahr 1618 ermordet worden sein soll. Sein Grab ist auf dem Friedhof von Büttel zu finden.

## Inhalt der Sage

### Die Person Hake Betken
„Es sind nun fast dreihundert Jahre her, da wohnte in dem Kirchdorf Büttel im Lande Wursten ein reicher Bauer, namens Hake Betken. Er saß auf seinem prächtigen großen Marschenhof, den seine Vorfahren dem Meere abgerungen hatten. Wegen seiner ehrbaren Gesinnung stand er weit und breit in großem Ansehen.“

### Viehverkäufe im Hannöverschen
Im Oktober 1618 war Betken in Hannover gewesen und hatte viele fette Ochsen zu Geld gemacht. Er ritt mit einem braunen Hengst zurück. Denselben Weg hatte ein Bauer aus Wremen, Willem Frese, ein Sohn des dortigen Vogts. Außerdem traf er zwei „lose Gesellen, einer aus Bülkau bei Freiburg an der Elbe und der andere aus Berlin gebürtig“.
Die Bauern an der Unterweser kannten einander von gemeinsamen Marktreisen her. Man unterhielt sich über Kriegsgerüchte. Man fürchtete einen Kampf zwischen den Katholischen und den Protestantischen. Dann würde es wohl mit den Marktreisen vorbei sein, aber zunächst ging das Geschäft gut. Der Wremer Willem Frese sah neidisch auf die dicke Brieftasche von Hake Betken. Und der Berliner meinte, Betken verstünde sich wohl auch auf die Pferdezucht – solch einen Hengst habe er in ganz Berlin noch nicht gesehen, meinte er zu Hake Betken. Gegen Abend kam man in Bremen an.

### Der Überfall
Hake Betken ließ sich überreden, nicht in Vegesack zu übernachten, sondern weiterzureisen. Frese stachelte ihn an, sein brauner Hengst könne ebenso durchhalten wie Freses Rappe. So ritten die vier den alten Heerweg nach Burg und weiter nach Lesum (beide Orte heute im Bremer Stadtteil Burglesum). Am Lesumer Holz stritt Frese mit Betken, welcher Weg wohl am schnellsten durch den Wald führte.

„Die Männer schlugen ihm ein Wettrennen vor, und wer zuerst das Ziel erreiche, solle einen Schuss aus seiner Pistole abgeben. Ein Hinterhalt. Die Männer ließen den reichen Viehhändler gewinnen. Wohl wissend, dass dieser für den nächsten Schuss erst nachladen musste. „So war Hake Betcken nach seinem Gewinnerschuss wehrlos und die drei hatten leichtes Spiel, rissen ihn vom Pferd, beraubten und ermordeten ihn“, schreibt Ute Behrens. „Sie ließen ihn auch noch von seinem eigenen Pferd zerstampfen.““

Hake Betken konnte sich nicht wehren, aber als ein Schwarm Tauben aufflog, rief er verzweifelt: „Ji Duben, ji Duben bringt dat an den Dag!“

### Die Mörder verraten sich
Alle Nachforschungen nach den Mördern des Viehhändlers waren zunächst erfolglos. Sein Pferd führte seine Knechte und Nachbarn an die Stelle, wo der Mord stattgefunden hatte und Hake Betken verscharrt war. Er wurde ausgegraben und auf dem Bütteler Friedhof beigesetzt. Auf dem Grab erinnert eine Steinplatte an den Ermordeten.
Auf der Internetseite von Büttel wird erläutert, wie die Geschichte weitergeht. Auf dem Dedesdorfer Markt fliegt ein Schwarm Tauben auf, und einer der Mörder von Hake Betken ruft: „Sieh – das sind Hake Betken seine Tauben!“ Die Umstehenden werden aufmerksam, die Mörder festgenommen und vor Gericht gestellt.

## Der Tatort – Mörderberg bei Heilshorn
Der Wald, von dem in der Sage die Rede ist, liegt in der Ortschaft Heilshorn, etwa acht Kilometer westlich von Osterholz-Scharmbeck. Die Anhöhe – zwei Meter soll sie hoch sein – hatte zunächst den Namen Mörderberg bekommen. Der Bürgerverein Heilshorn errichtete am 27. Oktober 2018, dem 400. Jahrestag des Mordes, dort eine Tafel mit der Inschrift „Am 27. Oktober 1618 wurde an dieser Stelle der reiche Viehhändler HAKE BETCKEN aus Büttel von drei Ganoven ermordet. Seitdem wird dieser Hügel "MÖRDERBERG" genannt.“ Dass es am Ort einen Mörderberg gibt, haben wohl viele Anwohner gewusst. Aber so richtige Einzelheiten waren nicht bekannt, sagt die Vorsitzende des Bürgervereins Heilshorn. Und: „Es wollte wohl niemand so gerne am Mörderberg wohnen“, vermutet Ute Behrens, deshalb heißt die Straße, die von der Bundesstraße 6 abgeht, jetzt „Am Waldberg“.

## Hinweise im heutigen Büttel

Wappen von Büttel

In Büttel gibt es eine nach Hake Betken benannte Straße. Auf dem Friedhof steht ein Gedenkstein. Das Wappen von Büttel zeigt u. a. drei Tauben als Hinweis auf die Sage von Hake Betken. Der Betken-Speicher von 1595 auf dem Grundstück Hake-Betken-Straße 4 ist neben der Kirche das älteste Gebäude des Ortes Büttel.

## Einzelbelege
1. ↑  Grabstein von Hake Betken auf dem Bütteler Friedhof
2. ↑  Die Geschichte von Hake Betcken auf loxstedt-buettel.de, abgerufen am 7. Januar 2022
3. ↑  E.M. Iba, siehe Literatur, S. 225
4. ↑  E.M. Iba, siehe Literatur, S. 225
5. ↑  E.M. Iba, siehe Literatur, S. 226
6. ↑  Ute Behrens ist die Vorsitzende des Heilshorner Bürgervereins.
7. ↑  Nach der Fassung im Buch von Iba war nicht von Tauben die Rede, sondern von Wildenten. siehe: E. M. Iba, Literatur, S. 226
8. ↑  "Anno 1618 den 27. October, in der Nacht tho 2 Uhr, ys de irsome und vorneme Hake Betcken up dem Lesmer Felde ehrbbaermlik van den nahbenannten dre Mörders ermordet, berovet unde bestalen. - Siner Seelen Godt gnedigh ist. - Des Vagedes Sone tho Wrem, Widern Frese, unde Johan Hilliken uth der Bolkauw unde Frerich Rinsel van Berlin uth de Marke. Godt gewe den Mördern ehr verdeende Lohn." - Auf dem Grabstein sind diese Worte in lateinischen Buchstaben eingehauen. Bemerkt sei noch, dass "Wrem" soviel wie Wremen in Land Wursten und "Bolkauw" das heutige Bülkau im Hadler Siedland zu bedeuten hat. Der Ausdruck "in der Nacht tho twe Uhr" ist zu berichtigen auf nachmittags um 2 Uhr.(Quelle: Internetseite des Vereins für Computergenealogie)"
9. ↑  
Die Mörder von Hake Betcken waren inzwischen in den Krieg nach Böhmen gezogen und kehrten erst nach der unglückseligen Schlacht am weißen Berg bei Prag (8. Nov. 1620) in den Norden zurück. Einige Zeit später war es nun auf dem Markt in Dedesdorf, wo dieses Verbrechen aufgeklärt wurde. Hier befanden sich wegen des Viehhandels die drei Mörder und auch verschiedene Bekannte des ermordeten Hake-Betcken. Plötzlich fliegt ein Schw[a]rm Tauben von den Dächern auf, und einer der Mordgesellen sagt höchst unvorsichtig: "Süh, dat sünd Hake Betcken siene Duben!" Doch kaum ist ihm dieser Satz entfahren, möchte er [ihn] im Busen gern bewahren. Umstehende Personen werden aufmerksam und fragen nach, was man denn von Hake Betcken weiß. Für die drei Ruchlosen ist es spät, sie werden festgenommen und angeklagt und dabei zum Geständnis getrieben.Internetseite der Ortschaft Büttel
10. ↑  Ulrike Schumacher, Die blutige Tat ..., siehe Literatur